# Cléré-les-Pins
Cléré-les-Pins – miejscowość i gmina we Francji, w Regionie Centralnym, w departamencie Indre i Loara.
Według danych na rok 1990 gminę zamieszkiwało 1049 osób, a gęstość zaludnienia wynosiła 29 osób/km² (wśród 1842 gmin Regionu Centralnego Cléré-les-Pins plasuje się na 374. miejscu pod względem liczby ludności, natomiast pod względem powierzchni na miejscu 224.).